# Літаки Терещенка
Літаки Терещенків — загальна назва декількох серій монопланів і біпланів, що випускалися в Авіаційних майстернях Терещенка (пізніше — Авіаційний завод Терещенка) в Червоному з 1909 до 1916 років і розроблені при фінансуванні та/або прямої участі Федора Федоровича Терещенка.

## Авіаційний завод Терещенко
Авіаційний завод Терещенко був побудований в 1909 році на території маєтку Федора Федоровича Терещенка в селищі Червоне.

## Моделі

### Терещенко-1
Аероплан "Терещенко-1" демонструвався в окремому павільйоні. Перший з літаків серії.

### Терещенко-2
Змодельований на основі конструкцій Блеріо Д. П. Григоровичем. Модель 1911 року.

### Терещенко-3
Змодельований на основі конструкцій Блеріо Д. П. Григоровичем. Модель 1911 року.

### Терещенко-4
Моноплан Терещенко і Зембинського. Расчалочний моноплан. Побудований Ф.Терещенко спільно з інженером Сергієм Сергійовичем Зембинським. Дана модель розбилася у березні 1912 р. коли на ньому літав льотчик Р.Яновський.

### Терещенко-5 і 6
Одномісний расчалочний моноплан, який був оснащений двигуном «Гном» (сила: 80 к. с.). Для даної моделі Ф.Терещенко запросив австро-французького авіатора і конструктора А. Пишофа. У 1913 і 1914 році були реалізовані три схожі моделі № 5, № 5 біс і № 6. У цих моделях були короткі полози шасі. Літак здійснив успішні польоти в Києві.

### Терещенко-7
Модель відома також як Літак Ф. Ф. Терещенко і В. П. Григор'єва. Двомісний одностояковий біплан (розвідник і винищувач). У даній моделі використовувався двигун «Гном-Моносупап» потужністю 100 к. с. Модель була реалізована 29 серпня 1916 р. Вага: порожній — 500 кг, завантажений — 860 кг. Максимальна швидкість 140 км/год.

## Додаткові факти
У 1913 році найбільший літак у світі того часу «Ілля Муромець» був зроблений Ігорем Сікорським теж на кошти Терещенка.[джерело?]